# Концерт для фортепиано с оркестром № 1 (Брамс)
Концерт для фортепиано с оркестром № 1 ре минор, опус 15 ― произведение Иоганнеса Брамса, законченное в 1858 году и впервые исполненное 22 января следующего года в Ганновере. Является первой оркестровой работой композитора. Примерная продолжительность 40-50 минут.

## История создания
Весной 1854 года двадцатилетний композитор начал работать над сонатой для двух фортепиано, к лету принял решение оркестровать сочинение и превратить его в свою первую симфонию, закончив к началу осени первую часть, одобренную Йозефом Иоахимом. До конца года композитор написал клавир второй и третьей части и в 1855 году остановился на форме фортепианного концерта, в течение дальнейших двух лет интенсивно обмениваясь мнениями с Иоахимом по поводу своей работы. В итоге первая часть произведения сохранилась, а вторая и третья были отвергнуты и вместо них написаны новые. К февралю 1858 года концерт в целом был готов.

## Исполнительский состав
Концерт написан для фортепиано и оркестра, состоящего из двух флейт, двух гобоев, двух кларнетов, двух фаготов, четырёх валторн, двух труб, литавр и струнных.

## Структура
1. Maestoso ― написана в сонатной форме
2. Adagio ― в ре мажоре, написано в трёхчастной форме
3. Rondo